# Neoconomma dentipes
Genre
Synonymes
- Metaconomma Kauri, 1985 nec F. O. Pickard-Cambridge, 1905

Espèce
Synonymes
- Metaconomma dentipes Kauri, 1985

Neoconomma dentipes, unique représentant du genre Neoconomma, est une espèce d'opilions laniatores de la famille des Pyramidopidae.

## Distribution
Cette espèce est endémique du Kwango au Congo-Kinshasa. Elle se rencontre vers Kianza.

## Description
La femelle holotype mesure 2,0 mm.

## Systématique et taxinomie
Cette espèce a été décrite sous le protonyme Metaconomma dentipes par Kauri en 1985. Le nom Metaconomma Kauri, 1985 étant préoccupé par Metaconomma F. O. Pickard-Cambridge, 1905, il est remplacé par Neoconomma par Özdikmen en 2006.

## Publications originales
- Kauri, 1985 : « Opiliones from Central Africa. » Annalen - Koninklijk Museum voor Midden-Afrika, vol. 245, p. 1–168.
- Özdikmen, 2006 : « Nomenclatural changes for some Laniatores (Opiliones) genera: New substitute names and new combinations. » Munis Entomology & Zoology, vol. 1, no 1, p. 63–68 (texte intégral).